# Clidemia monantha
Clidemia monantha är en tvåhjärtbladig växtart som beskrevs av Louis Otho Otto Williams. Clidemia monantha ingår i släktet Clidemia och familjen Melastomataceae. Inga underarter finns listade i Catalogue of Life.